# Elisabet Apelmo
Märta Elisabet Apelmo, född  12 oktober 1964 i Vårgårda, är en svensk konstnär och sociolog.
Elisabet Apelmo utbildade sig i måleri och skulptur på Malmö konstskola Forum 1988-94. Hon disputerade 2012 i sociologi vid Lunds universitet med avhandlingen Som vem som helst. Kön, funktionalitet och idrottande kroppar.
Hennes verk kretsar kring frågor om identitet, kropp, makt och sexualitet i olika konstformer, inklusive video-, foto- och performancekonst.
I en serie blyertsteckningar med titeln 21 notiser 2001-03 tecknade Elisabet Apelmo av korta notiser från morgontidningar. Notiserna behandlade sexuella ofredanden, med tanken att hålla fast något så flyktigt som en notis i en dagstidning och på så sätt visa respekt gentemot personen som utsatts för ofredandet.
Tillsammans med konstnären Marit Lindberg (född 1961) har Apelmo genomfört flera performanceverk, däribland Vi är svenska poliser, vi är snälla (2011), som var en del i utställningen Polis, polis, potatismos. Utställning om ett brott på Malmö konsthall.
Apelmo har även deltagit i en mängd samlingsutställningar, däribland The Beginning is Always Today. Contemporary Feminist Art in Scandinavia på Sørlandets Kunstmuseum, Kristiansand, i Norge 2012 och på Västerås konstmuseum, 2013-2014, Matts Leiderstam: Det gemensamma, Lunds konsthall, 2015, Billboard Festival Istanbul i Turkiet 2020 och Generation på Borås konstmuseum 2020-2021.

## Offentliga verk i urval
- Kroppsordning I och II, skulpturgrupper och teckningar, 2009, Skånes universitetssjukhus, Mottagningar på Kvinnokliniken[10]

## Separatutställningar i urval
- 2022 "Die Poesie und Politik des täglichen Lebens", Lichtenberg Studios, Berlin Germany
- 2021 "Falla ifrån", Lidköpings Folkets Hus
- 2021 "Falla ifrån", Galleri Ping-Pong, Malmö
- 2009 Markerad, omarkerad, Kalmar konstmuseum, med Marit Lindberg
- 2007 Markerad, omarkerad, Landskrona Konsthall, med Marit Lindberg
- 2004 tjugoen notiser, om blottare, tafsare och stönare, Lunds domkyrkas krypta
- 2004 tjugoen notiser + ytterligare en, Museum Anna Nordlander, Skellefteå
- 2004 Elisabet Apelmo, Växjö konsthall
- 2003 tjugoen notiser, tjugonio månader, Stiftsgården Åkersberg, Höör
- 2000 Heart of Terror, Stadsmuseet, Ystad
- 2000 Identification of a Given Situation, Overgaden, Köpenhamn, Danmark
- 2000 Säng, händer, film, Galleri Format, Malmö
- 1999 Jag i min mammas kläder, Krognoshuset, Lund
- 1998 De bästa åren, Skånes konstförening, Malmö
- 1995 Molly och den luktande mannen, Rum för aktuell konst, Göteborg, med Christina Erman
- 1994 Three Horror Films, Projektrum, Galleri Isidor, Malmö